# Martin Christensen
Martin Christensen (Ishøj, 23 december 1987) is een Deens profvoetballer die onder contract staat bij Helsingborgs IF. Voordien speelde hij onder meer voor Charlton Athletic, Heracles Almelo en Åtvidabergs FF.